# Lissonota compressa
Lissonota compressa là một loài tò vò trong họ Ichneumonidae.